# 库仑积分
库仑积分（英語：Coulomb integral），又称α积分，是原子轨道线性组合为分子轨道时，通过变分法求得的久期方程组包含的三类积分之一，通常用HAA和HBB表示。
对于双原子分子，由于久期方程组矩阵形式为：
{\displaystyle {\begin{bmatrix}{{H_{AA}}-E}&{{H_{AB}}-E{S_{AB}}}\\{{H_{BA}}-E{S_{BA}}}&{{H_{BB}}-E}\\\end{bmatrix}}{\begin{bmatrix}{c_{A}}\\{c_{B}}\\\end{bmatrix}}=0}
所以，根据{\displaystyle {\hat {H}}}表达式可得：
{\displaystyle H_{AA}=\int \psi _{a}^{*}{\hat {H}}\psi _{a}d\tau }
代入表达式推导可知：
{\displaystyle H_{AA}=E_{0}+J}
其中E0为基态原子能量，{\displaystyle J\equiv {\frac {1}{R}}-\int {\frac {\psi _{a}^{2}}{r_{b}}}d\tau }。